# Хабсбургска Сърбия
Хабсбургска Сърбия, официално Кралство Сърбия (на немски: Königreich Serbien) е едно от владенията на Хабсбургската монархия между 1718 и 1739 година.
Образувано е от Смедеревски санджак, завладян от Хабсбургите след Австро-турската война от 1716-1718 година. След Австро-турската война от 1737-1739 година областта отново е върната в Османската империя.